# Condado de Kershaw
El condado de Kershaw es un condado del estado de Carolina del Sur, Estados Unidos. Tiene una población estimada, a mediados de 2023, de 69 905 habitantes.
La sede del condado es Camden.

## Geografía
Según la Oficina del Censo, tiene una superficie total de 1917.2 km², de los cuales 1881.9 km² corresponden a tierra firme y 35.3 km² están cubiertos de agua.

### Condados adyacentes
- Condado de Lancaster - norte
- Condado de Chesterfield -  noreste
- Condado de Darlington - este
- Condado de Lee - sureste
- Condado de Sumter - sureste
- Condado de Richland - suroeste
- Condado de Fairfield - oeste

## Demografía

### Censo de 2020
Según el censo de 2020, en ese momento el condado tenía una población de 65 403 habitantes. La densidad de población era de 34.75 hab./km².
| Raza                   | Núm.   | Porc.   |
| ---------------------- | ------ | ------- |
| Blancos                | 44 053 | 67.36%  |
| Afroamericanos         | 15 256 | 23.33%  |
| Amerindios             | 257    | 0.39%   |
| Asiáticos              | 425    | 0.65%   |
| Isleños del Pacífico   | 31     | 0.05%   |
| De otras razas         | 1696   | 2.59%   |
| De una mezcla de razas | 3685   | 5.63%   |
| Total                  | 65 403 | 100.00% |

Del total de la población, el 5.30% eran hispanos o latinos de cualquier raza.

### Estimación 2019-2023
Según la estimación 2019-2023 de la Oficina del Censo, los ingresos medios de los hogares del condado son de $71 305 y los ingresos medios de las familias son de $78 102. Los ingresos per cápita en los últimos doce meses, medidos en dólares de 2023, son de $34 250. Alrededor del 11.6% de la población está por debajo de la línea de pobreza nacional.

## Comunidades

### Ciudades
- Camden

### Pueblos
- Bethune
- Elgin

### Lugares designados por el censo (census-designated places, CDP)
- Abney Crossroads
- Boykin
- East Camden
- Lugoff

### Otras localidades
- Cassatt
- Dekalb
- Liberty Hill
- Westville